# Троицкое-Александрово
Троицкое-Александрово — деревня в Весьегонском районе Тверской области. В составе Ивановского сельского поселения.
Находится в 20 километрах к юго-западу от города Весьегонск, на речке Баскаковка. За рекой проходит железнодорожная ветка Овинище — Весьегонск, за ней — село Баскаки.
Население по переписи 2002 года — 17 человек.

## История
В Списке населенных мест Тверской губернии 1859 года в Весьегонском уезде значится казённая деревня Александрово (23 версты от Весьегонска, 19 дворов, 98 жителей).
Уточнение Троицкое в связи с тем, что она принадлежала Троице-Сергиевой лавре в XVI—XVIII веках.

В 1997 году в деревне Троицкое-Александрово Ивановского сельского округа 9 хозяйств, 14 жителей.